# استیو شو (تنیس‌باز)
استیو شو (انگلیسی: Steve Shaw؛ زاده ۱ ژانویه ۱۹۶۳) یک تنیس‌باز بازنشسته اهل بریتانیا است.